# Кирил Палавеев
Кирил Рашков Палавеев е български лекар, специалист по белодробни заболявания.
Роден е в град Копривщица в семейството на Рашко и Емилия (учителка по химия) Палавеевa.
През 2021 г. печели пореден мандат за управител на Специализираната болница за активно лечение за пневмо–фтизиатрични заболявания, София област. Консултира и в Медицинския център в град Пирдоп.
Д-р Кирил Палавеев е специалист пулмолог в Медицинския център „Хера“ в София с 30-годишен опит в професията. Провежда профилактични прегледи, диагностика и назначаване на терапия при болести на дихателната система – бронхиална астма, възпалителни и алергични заболявания и туберкулоза. Д-р Палавеев не преглежда деца.
На 31 декември 2019 г. пожар уврежда значително белодробната болница в София, за която д-р Палавеев е положил значителни усилия да бъде приведена в състояние на съвременно лечебно заведение. От подаването на първия сигнал за пожара той, съвместно с екипите на противопожарната безопасност, освен с грижите за болните се включва и в мерките по спасяването на медицинската апаратура и архивите на болницата. Въпреки това пострадалата болница временно настанява болни от пострадалия в значителна степен психодиспансер.
В акциите по преодоляването на последствията от пожара се включва дори семейството на доктора в лицето на неговата дъщеря Йоана. След неин призив в Копривщица е организирана дарителска кампания за подпомагане на пострадалата болница. Участват в мероприятията с изложба-базар и благотворителен концерт учениците от училище „Любен Каравелов“. На 11 януари 2020 година акцията по набиране на средства е пренесена на площад „20-ти Април“. Участие взимат духовият оркестър към училището и танцовите състави „Копривщенски Богородички“ и „Кръшно хоро“.За набраните по инициативата средства от 8 до 11 януари 2020 г. учениците публикуват в училищния сайт подробен отчет.

## Образование
Завършва Висшия медицински институт (днес университет) в София през 1991 г. Придобива специалности „Вътрешни болести“ (1999) и „Пневмология и фтизиатрия“ (2006).
Има допълнителни квалификации:
- сертификат по бронхология от 1995 г.[3]
- сертификати по конвенционална фибробронхоскопия – I-во ниво, интервенционална пулмология – II-ро ниво[3]

## Членства и участия
- Член на Българския лекарски съюз, Българското дружество по белодробни болести и Европейското респираторно общество[3]
- Участие в национални конгреси и семинари по специалността[3]
- Програма за превенция и контрол на туберкулозата в България 2017 – 2020 г.[3]
- При създалата се ситуация с коронавируса Covid-19, от времето на проучване на вируса д-р Палавеев е на първа линия в борбата със заболяването.[1]

## Признание
Д-р Кирил Палавеев е удостоен с почетен плакет на Община Копривщица за особени заслуги към града. С решение № 263 от 28 април 2022 г. на Общинскя съвет Кирил Рашков Палавеев е удостоен със званието „Почетен гражданин на град Копривщица“.